# Odczynnik Gilmana
Odczynnik Gilmana (miedzian Gilmana) – metaloorganiczny związek chemiczny o ogólnym wzorze LiCuR2, gdzie R stanowi grupa alkilowa bądź arylowa. Związki tego typu zostały opisane po raz pierwszy w roku 1952 przez Henry'ego Gilmana i współpr.
Otrzymywane są z odpowiednich pochodnych litoorganicznych i halogenków miedzi(I). 

4 RLi + Cu2I2 → 2 LiCuR2 + 2 LiI
Stosowane są w syntezie organicznej – najczęściej w reakcjach substytucji nukleofilowej halogenopochodnych, np.:

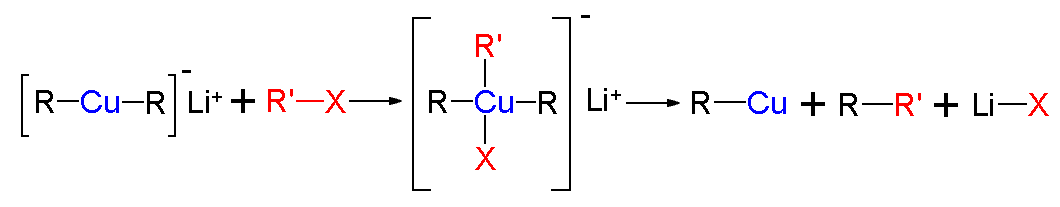
Ogólny schemat reakcji odczynnika Gilmana z halogenkiem alkilu, z uwidocznieniem przejściowego związku Cu(III)

.